# American Bee Journal

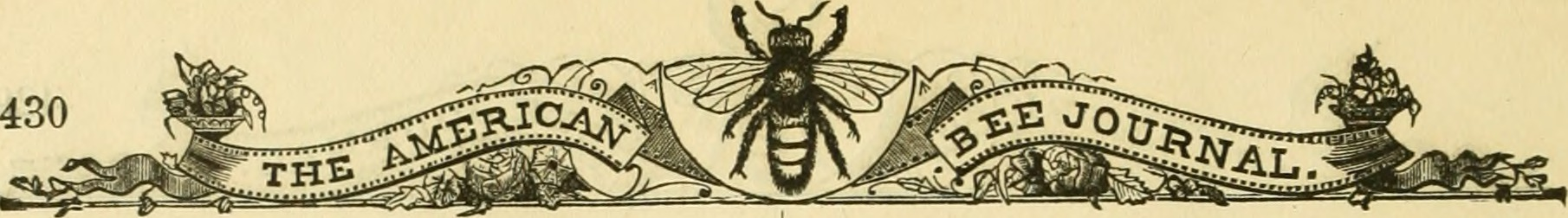
Ilustración de una página del American Bee Journal

American Bee Journal es una revista sobre apicultura publicada de forma continuada desde su fundación en 1861 por Samuel Wagner, salvo un periodo breve durante la guerra civil estadounidense.
Se trata de la publicación de apicultura en idioma inglés más antigua del mundo. Durante años muchos lectores fieles han pasado sus periódicos a los hijos e hijas en la familia de apicultures. En años recientes el interés por la apicultura ha crecido enormemente, encontrando un número creciente de apicultores hobistas que subscriben el mismo.
Muchos de estos hobistas tienen otras aficiones al aire libre y las abejas son necesarias para la producción de miel y la polinización en frutas y verduras. Los lectores son aficionados; apicultores comerciales, distribuidores de suministros apícolas, criadores de reinas, fraccionadores de miel, y entomólogos.
American Bee Journal es distribuido en una subscripción anual a Estados Unidos y los subscriptores extranjeros. Se publica en las Oficinas Corporativas de Dadant, en Hamilton, Illinois, por la Sección Publicaciones.